# دوري أبطال إفريقيا 2012
دوري أبطال أفريقيا 2012 هي النسخة الثامنة والأربعون من بطولة أفريقيا للأندية لكرة القدم التي ينظمها الاتحاد الأفريقي لكرة القدم (الكاف) والنسخة الخامسة عشر تحت المسمى الحالي وهو دوري أبطال أفريقيا. الفائز سوف يشارك في كأس العالم للأندية لكرة القدم 2012، وسيلعب في كأس السوبر الأفريقي 2013.

## تخصيص الفرق لكل اتحاد
نظرياً، قد يصل عدد الاتحادات الأعضاء المشاركة في الكاف إلى 55 في مسابقة دوري أبطال أفريقيا 2012، على أن تكون الاتحادات الإثني عشرة الأفضل في تصنيف الاتحاد الأفريقي الممتد لخمس سنوات مؤهلة لاشراك فريقين في البطولة. وسيستخدم الكاف التصنيف الذي يستند لنتائج الأندية في التصنيف السنوي المخصص من 2006–2010. نتيجة لذلك، الحد الأقسى لعدد الفرق التي ممكن أن تدخل بالمسابقة هو 67 – على الرغم من أنه لم يتم اجتيازه هذا الرقم على الإطلاق.

### التصنيف
يحتسب الكاف نقاط كل اتحاد استناداً إلى أداء أنديتهم لمدة 5 سنوات في دوري أبطال أفريقيا وكأس الاتحاد الأفريقي لكرة القدم، ولا يؤخذ بعين الاعتبار أدائهم في العام الحالي. معايير الحصول على نقاط حسب التالي:
|                            | دوري أبطال أفريقيا | كأس الاتحاد الأفريقي لكرة القدم |
| -------------------------- | ------------------ | ------------------------------- |
| الفائز                     | 5 نقاط             | 4 نقاط                          |
| الوصيف                     | 4 نقاط             | 3 نقاط                          |
| الخاسر في نصف النهائي      | 3 نقاط             | نقطين                           |
| المركز الثالث في المجموعات | نقطتين             | نقطة واحدة                      |
| المركز الثالث في المجموعات | نقطة واحدة         | نقطة واحدة                      |

يتم مضاعفة النقاط حسب تقييم العام وذالك كالتالي:
- 2010 – 5
- 2009 – 4
- 2008 – 3
- 2007 – 2
- 2006 – 1

### قائمة المشاركين
تظهر في الأدنى قائمة المشاركين بالمسابقة. البلدان تظهر وفقا لتصنيف اتحادات الأعضاء في الكاف والذي يمتد لخمس سنوات وذالك من 2006–2010 – ويبين عدد النقاط والمراكز للاتحادات التي تتفوق في التصنيف استناداً لنتائجهم في البطولات الماضية. الفرق من هذه البلدان مصنفة حسب التصنيف السنوي المخصص من 2006–2010. الفرق الثلاثة عشر التي تملك التصنيف الأفضل (تظهر بالخط العريض) تم اعفائها من خوض الدور الأول التأهيلي.
| الاتحاد                                                                           | النادي                                      | طريقة التأهل                                                |
| الاتحادات التي تملك مقعدين (مصنفين من 1-12)                                       | الاتحادات التي تملك مقعدين (مصنفين من 1-12) | الاتحادات التي تملك مقعدين (مصنفين من 1-12)                 |
| --------------------------------------------------------------------------------- | ------------------------------------------- | ----------------------------------------------------------- |
| تونس · (الأول - 97 نقطة)                                                          | الترجي الرياضيح ل(الأول – 42 نقطة)          | بطل الرابطة التونسية المحترفة الأولى لكرة القدم 2010–11     |
| تونس · (الأول - 97 نقطة)                                                          | النجم الساحلي(السادس – 17 نقطة)             | وصيف الرابطة التونسية المحترفة الأولى لكرة القدم 2010–11    |
| مصر · (الثاني - 81 نقطة)                                                          | الأهلي(الرابع – 36 نقطة)                    | بطل الدوري المصري الممتاز 2010-2011                         |
| مصر · (الثاني - 81 نقطة)                                                          | الزمالك(=الخامس عشر – 2 نقطة)               | وصيف الدوري المصري الممتاز 2010-2011                        |
| جمهورية الكونغو الديمقراطية · (الثالث - 60 نقطة)                                  | تي. بي. مازيمبي(الثاني – 41 نقطة)           | بطل الدوري الوطني الكونغولي 2011                            |
| جمهورية الكونغو الديمقراطية · (الثالث - 60 نقطة)                                  | فيتا كلوب(الرابع عشر – 3 نقاط)              | وصيف الدوري الوطني الكونغولي 2011                           |
| نيجيريا · (الرابع - 58 نقطة)                                                      | دولفينز(=الخامس عشر – نقطتين)               | بطل الدوري النيجيري الممتاز 2010–11                         |
| نيجيريا · (الرابع - 58 نقطة)                                                      | سانشاين ستارز(=العاشر – 10 نقاط)            | وصيف الدوري النيجيري الممتاز 2010–11                        |
| السودان · (الخامس - 47 نقطة)                                                      | المريخ(=العاشر – 10 نقاط)                   | بطل الدوري السوداني الممتاز 2011                            |
| السودان · (الخامس - 47 نقطة)                                                      | الهلال(الثالث – 37 نقطة)                    | وصيف الدوري السوداني الممتاز 2011                           |
| الجزائر · (السادس - 45 نقطة)                                                      | أولمبي الشلف                                | بطل الرابطة الجزائرية المحترفة الأولى لكرة القدم 2010-2011  |
| الجزائر · (السادس - 45 نقطة)                                                      | شبيبة بجاية                                 | وصيف الرابطة الجزائرية المحترفة الأولى لكرة القدم 2010-2011 |
| المغرب · (السابع - 27 نقطة)                                                       | الرجاء الرياضي(الثاني عشر – 5 نقاط)         | بطل البطولة المغربية 2010–11                                |
| المغرب · (السابع - 27 نقطة)                                                       | المغرب الفاسي(السابع – 15 نقطة)             | وصيف البطولة المغربية 2010–11                               |
| مالي · (الثامن - 21 نقطة)                                                         | الملعب المالي(الثامن – 12 نقطة)             | بطل دوري الدرجة الأولى المالي 2010–11                       |
| مالي · (الثامن - 21 نقطة)                                                         | دجوليبا(الثالث عشر – 4 نقاط)                | وصيف دوري الدرجة الأولى المالي 2010–11                      |
| زيمبابوي · (التاسع - 18 نقطة)                                                     | ديناموز(=العاشر – 10 نقاط)                  | بطل دوري زيمبابوي الممتاز 2011                              |
| زيمبابوي · (التاسع - 18 نقطة)                                                     | بلاتينوم                                    | وصيف دوري زيمبابوي الممتاز 2011                             |
| الكاميرون · (الحادي عشر - 14 نقطة)                                                | كوتون سبورت(الخامس – 18 نقطة)               | بطل الدوري الكاميروني الممتاز 2010–11                       |
| الكاميرون · (الحادي عشر - 14 نقطة)                                                | ليس أستريس                                  | وصيف الدوري الكاميروني الممتاز 2010–11                      |
| ساحل العاج · (=الثاني عشر - 13 نقطة)†                                             | أفريكا سبورتس                               | بطل دوري كوت ديفوار الممتاز 2011                            |
| ساحل العاج · (=الثاني عشر - 13 نقطة)†                                             | أفاد دجيكانو                                | وصيف دوري كوت ديفوار الممتاز 2011                           |
| الاتحادات التي تملك مقعد (عدد نقاط أقل من الاتحادات الإثني عشرة الأعضاء في الكاف) |                                             |                                                             |
| أنغولا · (=الثاني عشر - 13 نقطة)†                                                 | ريكرياتيفو دو ليبولو                        | بطل دوري أنغولا الممتاز 2011                                |
| زامبيا · (=الثاني عشر - 13 نقطة)†                                                 | باور ديناموز                                | بطل الدوري الزامبي الممتاز 2011                             |
| غانا · (الخامس عشر - 6 نقاط)                                                      | بيريكوم تشيلسي                              | بطل دوري الغيني الممتاز 2010–11                             |
| النيجر · (=السادس عشر - 5 نقاط)                                                   | أس جي إن إن                                 | بطل دوري النيجر الممتاز 2010–11                             |
| جنوب أفريقيا · (=السادس عشر - 5 نقاط)                                             | أورلاندو بايرتس                             | بطل دوري جنوب أفريقيا الممتاز لكرة القدم 2010–11            |
| غينيا الإستوائية · (الثامن عشر - نقطة 1)                                          | ديبورتيفو إيلا نغيما                        | بطل الدوري الغيني الاستوائي الممتاز 2011                    |
| بنين                                                                              | تونير                                       | متصدر دوري بنين الممتاز 2010–11 (توقف الدوري)               |
| بوركينا فاسو                                                                      | أسفا ينينغا                                 | بطل الدوري البوركيني الممتاز 2010–11                        |
| بوروندي                                                                           | أتلتيكو أولمبيك                             | بطل دوري بوروندي الممتاز 2010–11                            |
| CTA                                                                               | الدبلوماسيون                                | بطل دوري جمهورية أفريقيا الوسطى 2011                        |
| تشاد                                                                              | فولا إيديفيس                                | بطل الدوري التشادي الممتاز 2011                             |
| جزر القمر                                                                         | كوان نورد                                   | بطل دوري جزر القمر الممتاز 2011                             |
| جمهورية الكونغو                                                                   | ديابل نوار                                  | بطل دوري الكونغو الممتاز 2011                               |
| إثيوبيا                                                                           | البن الإثيوبي                               | بطل الدوري الإثيوبي الممتاز 2010–11                         |
| الغابون                                                                           | ميسيل                                       | بطل بطولة الغابون الوطنية 2010–11                           |
| غامبيا                                                                            | بريكاما يونايتد                             | بطل دوري الدرجة الأولى الجامبي 2011                         |
| غينيا                                                                             | هورويا                                      | بطل بطولة غينيا الوطنية 2011                                |
| كينيا                                                                             | توسكر                                       | بطل الدوري الكيني الممتاز 2011                              |
| ليسوتو                                                                            | خدمات ليسوتو التصحيحية                      | بطل بطولة ليسوتو الوطنية 2010–11                            |
| ليبيريا                                                                           | ليسكر                                       | بطل الدوري الليبيري الممتاز 2010–11                         |
| مدغشقر                                                                            | جابان أكشلز                                 | بطل دوري مدغشقر للأبطال 2011                                |
| موزمبيق                                                                           | ليغا موكولمانا                              | بطل الدوري الموزمبيقي 2011                                  |
| رواندا                                                                            | الجيش                                       | بطل الدوري الرواندي الممتاز 2010–11                         |
| السنغال                                                                           | واكام                                       | بطل دوري السنغال الممتاز 2011                               |
| سيراليون                                                                          | بورتس أوثوريتي                              | بطل دوري سيراليون الوطني الممتاز 2011                       |
| سوازيلاند                                                                         | غرين مامبا                                  | بطل الدوري السوازيلاندي الممتاز 2010–11                     |
| تنزانيا                                                                           | يانغ أفريكانس                               | بطل الدوري التانزاني الممتاز 2010–11                        |
| أوغندا                                                                            | يو أر إي                                    | بطل دوري السوبر الأوغندي 2010–11                            |
| زنجبار                                                                            | مافونزو                                     | بطل دوري زنجبار الممتاز 2011                                |

ملاحظات:
- الاتحادات التالية التي لم ترسل أي فريق للمشاركة في البطولة: ليبيا (منصف في المركز العاشر وب16 نقطة وتم تخصيص مقعدين له)، بوتسوانا، جيبوتي، إريتريا، غينيا بيساو، ملاوي، موريتانيا، موريشيوس، ناميبيا، ريونيون، ساو تومي و برينسيبي، سيشيل، الصومال، توغو
- † وفقا للصيغة الحسابية لتصنيف اتحادات الأعضاء في الكاف يتقاسم لك من أنغولا، ساحل العاج وزامبيا المركز الثاني عشر وب 13 نقطة. كما جاء في تقارير لوسائل الإعلام المحلية، خصص مقعدين لساحل العاج[2] بينما لدى أنغولا وزامبيا مقعد واحد.[3][4]
- الاتحادات غير المصنفة ليس لديها إي نقطة وبالتالي تتساوى بالمركز التاسع عشر.
- الفرق غير المصنفة ليس لديها إي نقطة وبالتالي تتساوى بالمركز الثامن عشر.

إن تصنيف الأندية يحدد فقط بين الفرق التي تأهلت إلى دوري أبطال أفريقيا 2012.
- ح ل – حامل اللقب

## جدول المواعيد
جدول مواعيد بطولة 2012.
| المرحلة          | الجولة         | موعد القرعة                  | المواجهة الأولى   | المواجهة الثانية  |
| ---------------- | -------------- | ---------------------------- | ----------------- | ----------------- |
| التصفيات         | الدور التمهيدي | 9 ديسمبر 2011 (القاهرة، مصر) | 17–19 فبراير      | 2–4 مارس          |
| التصفيات         | الدور الأول    | 9 ديسمبر 2011 (القاهرة، مصر) | 23–25 مارس        | 6–8 أبريل         |
| التصفيات         | الدور الثاني   | 9 ديسمبر 2011 (القاهرة، مصر) | 27–29 أبريل       | 11–13 مايو        |
| دور المجموعات    | الجولة الأولى  | 15 مايو 2012 (القاهرة، مصر)  | 6–8 يوليو         | 6–8 يوليو         |
| دور المجموعات    | الجولة الثانية | 15 مايو 2012 (القاهرة، مصر)  | 20–22 يوليو       | 20–22 يوليو       |
| دور المجموعات    | الجولة الثالثة | 15 مايو 2012 (القاهرة، مصر)  | 3–5 أغسطس         | 3–5 أغسطس         |
| دور المجموعات    | الجولة الرابعة | 15 مايو 2012 (القاهرة، مصر)  | 17–19 أغسطس       | 17–19 أغسطس       |
| دور المجموعات    | الجولة الخامسة | 15 مايو 2012 (القاهرة، مصر)  | 31 أغسطس–2 سبتمبر | 31 أغسطس–2 سبتمبر |
| دور المجموعات    | الجولة السادسة | 15 مايو 2012 (القاهرة، مصر)  | 14–16 سبتمبر      | 14–16 سبتمبر      |
| دور خروج المغلوب | نصف النهائي    | 15 مايو 2012 (القاهرة، مصر)  | 5–7 أكتوبر        | 19–21 أكتوبر      |
| دور خروج المغلوب | النهائي        | 15 مايو 2012 (القاهرة، مصر)  | 2–4 نوفمبر        | 9–11 نوفمبر       |

## الأدوار التأهيلية
تم الإعلان عن مباريات أدوار التصفيات التمهيدي والأول والثاني يوم 9 ديسمبر 2011.
يحسم فائزي المواجهات عن طريق مبارتين، حيث تستخدم الأهداف في كلا المبارتين لتحديد الفائز. إذا كان الفريقين متعادلين بالنتيجة الاجمالية بعد المواجهة الثانبة بينهما، سيتم تطبيق قانون الأهداف خارج القواعد، وإذا لا زال التعادل سيد الموقع، سيلجأ الفريقين مباشرة إلى ركلات الترجيح (لا يتم لعب وقت إضافي).

### الدور التمهيدي
| الفريق الأول         | إجم.        | الفريق الثاني          | مباراة الذهاب | مباراة الإياب |
| -------------------- | ----------- | ---------------------- | ------------- | ------------- |
| أسفا ينينغا          | 1–4         | أولمبي الشلف           | 0–0           | 1–4           |
| فيتا كلوب            | 4–6         | أتلتيكو أولمبيك        | 5–0           | 1–4           |
| الدبلوماسيون         | 2–2 (ق)     | ليس أستريس             | 1–0           | 1–2           |
| يانغ أفريكانس        | 1–2         | الزمالك                | 1–1           | 0–1           |
| ميسيل                | 3–4         | أفريكا سبورتس          | 3–2           | 0–2           |
| بورتس أوثوريتي       | 0–1         | هورويا                 | 0–0           | 0–1           |
| فولا إيديفيس         | 1–3         | شبيبة بجاية            | 0–0           | 1–3           |
| أفاد دجيكانو         | 2–0         | ديابل نوار             | 1–0           | 1–0           |
| توسكر                | 0–1         | الجيش                  | 0–0           | 0–1           |
| كوان نورد            | 2–4         | البن الإثيوبي          | 1–0           | 1–4           |
| أس جي إن إن          | 0–1         | تونير                  | 0–0           | 0–1           |
| أورلاندو بايرتس      | 2–4         | ريكرياتيفو دو ليبولو   | 1–3           | 1–1           |
| يو أر إي             | 3–0         | خدمات ليسوتو التصحيحية | 3–0           | 0–0           |
| مافونزو              | 0–5         | موكولمانا مابوتو       | 0–2           | 0–3           |
| بريكاما يونايتد      | 1–1 (3–1 ر) | واكام                  | 0–1           | 1–0           |
| ديبورتيفو إيلا نغيما | 0–6         | دولفينز                | 0–3           | 0–3           |
| ليسكر                | 0–5         | بيريكوم تشيلسي         | 0–2           | 0–3           |
| غرين مامبا           | 2–8         | بلاتينوم               | 2–4           | 0–4           |
| جابان أكشلز          | 1–8         | باور ديناموز           | 1–5           | 0–3           |

### الدور الأول
| الفريق الأول         | إجم.    | الفريق الثاني   | مباراة الذهاب | مباراة الإياب |
| -------------------- | ------- | --------------- | ------------- | ------------- |
| أولمبي الشلف         | 3–2     | فيتا كلوب       | 0–0           | 3–2           |
| الدبلوماسيون         | 1–8     | الهلال          | 0–3           | 1–5           |
| الزمالك              | 2–2 (ق) | أفريكا سبورتس   | 1–0           | 1–2           |
| هورويا               | 1–4     | المغرب الفاسي   | 1–1           | 0–3           |
| شبيبة بجاية          | 1–5     | أفاد دجيكانو    | 1–2           | 0–3           |
| الجيش                | 2–3     | النجم الساحلي   | 0–0           | 2–3           |
| البن الإثيوبي        | 0–3     | الأهلي          | 0–0           | 0–3           |
| تونير                | 2–5     | الملعب المالي   | 0–0           | 2–5           |
| ريكرياتيفو دو ليبولو | 4–4 (ق) | سانشاين ستارز   | 4–1           | 0–3           |
| سلطة أوغندا للدخل    | انسحاب1 | دجوليبا         | 0–2           | —             |
| موكولمانا مابوتو     | 2–3     | ديناموز         | 2–2           | 0–1           |
| بريكاما يونايتد      | 2–4     | الترجي الرياضي  | 1–1           | 1–3           |
| دولفينز              | 2–2 (ق) | كوتون سبورت     | 2–1           | 0–1           |
| بيريكوم تشيلسي       | 5–3     | الرجاء الرياضي  | 5–0           | 0–3           |
| بلاتينوم             | 2–5     | المريخ          | 2–2           | 0–3           |
| باور ديناموز         | 1–7     | تي. بي. مازيمبي | 1–1           | 0–6           |

ملاحظات
ملاحظة 1: تأهل دجوليبا إلى الدور الثاني بعد ما منحه الكاف نتيجة مواجهة الإياب، بما أن يو أر إي لم يسافر إلى مالي بسبب الأزمة المالية.

### الدور الثاني
| الفريق الأول    | إجم.        | الفريق الثاني | مباراة الذهاب | مباراة الإياب |
| --------------- | ----------- | ------------- | ------------- | ------------- |
| الهلال          | 2–2 (2–4 ر) | أولمبي الشلف  | 1–1           | 1–1           |
| المغرب الفاسي   | 0–4         | الزمالك       | 0–2           | 0–2           |
| النجم الساحلي   | 4–2         | أفاد دجيكانو  | 4–1           | 0–1           |
| الملعب المالي   | 2–3         | الأهلي        | 1–0           | 1–3           |
| دجوليبا         | 1–2         | سانشاين ستارز | 1–1           | 0–1           |
| الترجي الرياضي  | 7–1         | ديناموز       | 6–0           | 1–1           |
| بيريكوم تشيلسي  | 2–1         | كوتون سبورت   | 0–0           | 2–1           |
| تي. بي. مازيمبي | 3–1         | المريخ        | 2–0           | 1–1           |

الفرق الخاسرة من الدور الثاني سوف تتأهل إلى الدور الفاصل من كأس الاتحاد الأفريقي 2012.

## دور المجموعات
أقيمت قرعة دور المجموعات يوم 15 مايو 2012. مواعيد مراحل دور المجموعات كانت 6–8 يوليو، 20–22 يوليو، 3–5 أغسطس، 17–19 أغسطس، 31 أغسطس–2 سبتمبر و14–16 سبتمبر.
| مفاتيح الألوان في جدول الترتيب                 |
| ---------------------------------------------- |
| فائزي وثواني المجموعات يتأهلون إلى نصف النهائي |

### المجموعة الأولى
| الفريق         | نقاط    | فرق     | عليه    | له      | خ       | ت       | ف       | لعب     |
| -------------- | ------- | ------- | ------- | ------- | ------- | ------- | ------- | ------- |
| الترجي الرياضي | 9       | 3+      | 3       | 6       | 1       | 0       | 3       | 4       |
| سانشاين ستارز  | 6       | 0       | 4       | 4       | 2       | 0       | 2       | 4       |
| أولمبي الشلف   | 3       | 3−      | 7       | 4       | 3       | 0       | 1       | 4       |
| النجم الساحلي  | استبعد2 | استبعد2 | استبعد2 | استبعد2 | استبعد2 | استبعد2 | استبعد2 | استبعد2 |

|                | الجزائر | تونس | تونس | نيجيريا |
| -------------- | ------- | ---- | ---- | ------- |
| أولمبي الشلف   | –       | 1–0  | —2   | 1–2     |
| الترجي الرياضي | 3–2     | –    | —2   | 1–0     |
| النجم الساحلي  | —2      | —2   | –    | —2      |
| سانشاين ستارز  | 2–0     | 0–2  | —2   | –       |

ملاحظات
ملاحطة 2: أوقفت مباراة النجم الساحلي والترجي الرياضي في يوم المباريات 4 بسبب اقتحام الجماهير للملعب. الكاف قرر استبعاد النجم الساحلي ليتم حذف جميع النتائج التي حققها النجم الساحلي ضمن المجموعة الأولى.

### المجموعة الثانية
| الفريق          | نقاط | فرق | عليه | له | خ | ت | ف | لعب |
| --------------- | ---- | --- | ---- | -- | - | - | - | --- |
| الأهلي          | 11   | 3+  | 6    | 9  | 1 | 2 | 3 | 6   |
| تي. بي. مازيمبي | 10   | 3+  | 6    | 9  | 2 | 1 | 3 | 6   |
| بيريكوم تشيلسي  | 9    | 1−  | 10   | 9  | 1 | 3 | 2 | 6   |
| الزمالك         | 2    | 5−  | 10   | 5  | 4 | 2 | 0 | 6   |

|                 | مصر | غانا | جمهورية الكونغو الديمقراطية | مصر |
| --------------- | --- | ---- | --------------------------- | --- |
| الأهلي          | –   | 4–1  | 2–1                         | 1–1 |
| بيريكوم تشيلسي  | 1–1 | –    | 1–0                         | 3–2 |
| تي. بي. مازيمبي | 2–0 | 2–2  | –                           | 2–0 |
| الزمالك         | 0–1 | 1–1  | 0–2                         | –   |

## دور خروج المغلوب

### نصف النهائي
| الفريق الأول    | إجم.  | الفريق الثاني  | مباراة الذهاب | مباراة الإياب |
| --------------- | ----- | -------------- | ------------- | ------------- |
| تي. بي. مازيمبي | 0 – 1 | الترجي الرياضي | 0 – 0         | 0 – 1         |
| سانشاين ستارز   | 3 – 4 | الأهلي         | 3 – 3         | 0 – 1         |

### النهائي
| الفريق الأول | إجم. | الفريق الثاني  | مباراة الذهاب | مباراة الإياب |
| ------------ | ---- | -------------- | ------------- | ------------- |
| الأهلي       | 3–2  | الترجي الرياضي | 1–1           | 2–1           |

## وصلات خارجية
- دوري أبطال أفريقيا